# Autonomia Palestyńska

Autonomia Palestyńska, właściwie: Palestyńskie Władze Narodowe (arab. السلطة الوطنية الفلسطينية, As-Sulta al-Watanijja al-Filastinijja; hebr. הרשות הפלסטינית, Ha-Raszut ha-Falastinit) – tymczasowa struktura administracyjna zarządzająca obszarem Zachodniego Brzegu Jordanu oraz – de iure – Strefą Gazy. Do 2007 roku Autonomia Palestyńska sprawowała w Strefie Gazy również władzę faktyczną, jednak obecnie obszar ten jest kontrolowany przez Hamas.
Historyczną nazwą Palestyna określano obszar leżący między Morzem Śródziemnym na zachodzie, Pustynią Syryjską na wschodzie, górami Liban na północy oraz od południa wyżyną Negew. W roku 1950, dwa lata po powstaniu Izraela, Zachodni Brzeg anektowała Jordania, zaś administrację w Strefie Gazy przejął Egipt. W 1967 roku po wojnie sześciodniowej Zachodni Brzeg, Wschodnia Jerozolima oraz Strefa Gazy znalazły się pod kontrolą Izraela. W 1987 roku w strefie rozpoczęło się powstanie palestyńskie, zakończone w roku 1993. W 1993 roku na mocy porozumienia palestyńsko-izraelskiego powstały Palestyńskie Władze Narodowe; obejmowało ono Zachodni Brzeg oraz Strefę Gazy. Tereny te podzielono na 4 strefy:
- strefę A, obejmująca większe miasta Zachodniego Brzegu oraz Strefę Gazy
- strefę B, osiedla arabskie objęte militarną kontrolą Izraela
- strefę C, osiedla izraelskie pod całkowitą jego kontrolą oraz miejsca o znaczeniu strategicznym (np. Dolina Jordanu),
- strefę sporną, Wschodnią Jerozolimę – uznawaną przez Izrael od 1980 r. za anektowaną przez siebie, natomiast przez Palestynę i większość państw świata zaliczaną do strefy C, zgodnie z Rezolucją Rady Bezpieczeństwa ONZ nr 478.

W 1996 roku prezydentem Autonomii Palestyńskiej został Jasir Arafat (zmarły w 2004 roku), w styczniu 2005 roku jego następcą został Mahmud Abbas. Zgodnie z konstytucją uchwaloną w roku 1994 na czele Autonomii Palestyńskiej stoi prezydent, wybierany w wyborach powszechnych na 5-letnią kadencję. Władzę ustawodawczą sprawuje jednoizbowy parlament (132 członków), wykonawczą zaś kierowany przez premiera rząd.
4 stycznia 2013 prezydent Mahmud Abbas na mocy dekretu przekształcił Autonomię Palestyńską w Państwo Palestyny.